# Lola T61
Der Lola T61 war ein Formel-2-Rennwagen, der 1966 von Lola Cars gebaut wurde.

## Entwicklungsgeschichte- und Technik
Der Lola T61 war eine stark verbesserte Version des Lola T60 von 1965. Vom T61 wurde lediglich 1 Chassis mit der Chassisnummer SL61/6 gebaut. Später in der Saison wurde das Chassis SL60/2 ebenfalls auf eine T61-Spezifikation umgebaut und erstmals beim „Kannonlopet“ im Karlskoga Motorstadion eingesetzt. Der Wagen wurde wie der in fünf Exemplaren gebaute T60 von Tony Southgate entworfen und für das britische Midland-Racing-Partnership-Formel-2-Team gebaut.

## Renngeschichte
Die Saison war geprägt von der Überlegenheit der Brabham-Rennwagen, die entweder mit Honda- oder mit Cosworth-Motoren an den Start gingen und alle Rennen des Jahres gewannen. Die Lola T61 und die neuen Rennfahrzeuge von Matra füllten die Startfelder auf. Der vierte Rang von David Hobbs beim Formel-2-Rennen in Barcelona 1966 blieb die beste Platzierung für einen T61 in dieser Rennklasse. Daneben gelangen Richard Attwood zwei fünfte Plätze beim 13. Grand Prix de Reims 1966 und beim I Trophé Craven auf dem Circuit de Bugatti in Le Mans.
Der Attwood Wagen wurde 1967 von Ian Ashley in der Formel 3 eingesetzt, bevor er 1968 in die USA exportiert wurde und dort in der SCCA Northeast Division Formula B zum Einsatz kam.